# NGC 3206
NGC 3206 је спирална галаксија у сазвежђу Велики медвед која се налази на NGC листи објеката дубоког неба.
Деклинација објекта је + 56° 55' 51" а ректасцензија 10h 21m 47,6s. Привидна величина (магнитуда) објекта NGC 3206 износи 11,9 а фотографска магнитуда 12,6. Налази се на удаљености од 21,0000 милиона парсека од Сунца. NGC 3206 је још познат и под ознакама UGC 5589, MCG 10-15-69, CGCG 290-30, KUG 1018+571, IRAS 10184+5710, PGC 30322.